# Rinorea crenata
Rinorea crenata är en violväxtart som beskrevs av Sidney Fay Blake. Rinorea crenata ingår i släktet Rinorea och familjen violväxter. Inga underarter finns listade i Catalogue of Life.